# ジャスティン・ウェルビー
ジャスティン・ポータル・ウェルビー（英語: Justin Portal Welby, 1956年1月6日 - ）は、イングランド国教会聖職者、政治家。
アウグスティヌスから数えて105代目のカンタベリー大主教を務め、貴族院議員でもあったが　長年に渡り、キリスト教のサマーキャンプなどにおいて、児童に対し、暴力を加えていた法廷弁護士ジョン・スマイスに対して適切な対応しなかったことを理由に2024年11月、大主教を退任した。

## 経歴
1956年1月6日、ウィスキー販売業のギャヴィン・ブラムホール・ウェルビーとその妻でウィンストン・チャーチル首相の秘書（1951-1955、第2次チャーチル政権）などを務めたジェーンの長男としてロンドンに生まれる。祖父はユダヤ系ドイツ人だったが、ナチス政権の反ユダヤ主義政策から逃れるため、イギリスへ移民した。1955年、両親は駆け落ち同様にアメリカに渡り、その後すぐにロンドンに戻ってジャスティンを出産した。「両親のアルコール依存症により、子供の頃はごたごたしていた」と語っている。
2016年3月、デイリー・テレグラフ紙の取材の過程でウェルビー大主教も合意したDNA型鑑定が行われ、実父は母親と同時期にチャーチル首相の秘書官を勤めたサー・アンソニー・モンタギュー・ブラウン（Montague Browne。1923 –  2013）に間違いないと判明した。これに関して大主教は「全く動揺していない」「私が誰であるか、それはイエス・キリストを通して見つけるものであり、遺伝を通して見るものではないため、イエスを通じて見出す自分のアイデンティティーは、決して変わらない。」とイングランド国教会を通して語っている。  
教育はイートン・カレッジを経てケンブリッジ大学へ進学、 1978年に歴史学専攻で学士号を得て卒業した。その後11年間石油産業に従事し、その内の5年間は石油会社エルフ・アキテーヌに入社フランスとイギリスで勤務。1984年からはエンタープライズ・オイル・グループ（Enterprise Oil PLC）のグループ財務担当として西アフリカと北海油田でのプロジェクトに携わり、1989年に召命を受けたとして同社を辞任した。
製油業界に従事した期間、ウェルビーはアルファ・コース（Alpha Course）の発信地としても有名で福音的な、ロンドン特別区・ブロンプトンの聖三一教会（Holy Trinity Brompton、イングランド国教会ロンドン教区ケンジントン地区）の信徒であった。
1983年、7ヶ月の娘を交通事故で失ったことが　のちに聖職者への転身のきっかけの一つとなったとされている。
聖公会の神学校へ進むに当たって、ケンジントン地区主教からは「イングランド国教会にはあなたの居場所はない。」といわれたが、当時のブロンプトン聖三一教会司祭（後にセント・ポール大聖堂の司祭）のとりなしを経て、1989年からダラム大学のセント・ジョンズ・カレッジ（神学部）で学び、1992年に神学専攻の学士号とDipMin（Diploma of Ministry）を受けた。いくつかの教会勤務を経て2007年にリヴァプール主任司祭、2011年にダーラム主教となり。2012年1月12日に貴族院で紹介を受け、貴族院議員となった。
2012年11月9日、首相官邸はウェルビー主教が次期カンタベリー大主教として選ばれたことを発表し、2013年1月10日にカンタベリー大聖堂での儀式により正式に大主教として聖別された。同年2月26日からカンタベリー大主教として貴族院議員にもなった。
2021年3月22日にバットレイグラマースクールで教師が生徒にムハンマドの漫画を見せたとして、イスラム教徒の保護者たちが学校に詰めかけて教師の解雇を要求する騒ぎに自ら足を踏み入れ、異例の介入を行った。ウェルビーはイスラム教徒の指導者たちと良好な関係にあり「彼らの多くは教師が学校で漫画を見せたことに立腹しているが、暴力行為も脅迫もしていない。この国では言論の自由を保持しなくてはならない。言論の自由を行使するなら、他の人々の言論の自由の行使を妨げてはならない」と表明している。
2023年5月6日に、ウェストミンスター寺院で執り行われたチャールズ3世とカミラの戴冠式では儀式の主催を担い、チャールズ3世に聖エドワード王冠を授けた。
また　イギリスでも展開している歴史的過去を抹消しようとするキャンセル・カルチャー運動と支持者たちを非難した。「私たちは過去を消すことはできない。それは不可能だ。私たちは常に過去から学び、悔い改めなくてはならない。しかし抹消することは出来ない。キャンセルは出来ない。意見の相違を取り消すことは出来ない」 としている。

## 主要観点
- 女性主教の任命について、強い支持者だった。2012年の総会でこの問題が否決された時も「暗い日だった、特に女性司祭たちとその支持者にとって。」といっている。2014年7月には女性主教の任命が可決され、11月には実施可能になっている。
- セックスと同性結婚について。婚外セックスは間違いである。同性結婚を認めないイギリス国教会の規定を支持しているが、過度のホモフォビアになることは戒めている。

## 家族と趣味
6人の子供がある。1983年にフランスでの交通事故で、7か月の子供を亡くしている。
自分自身は優遇された教育を受けていると感じているが、子供たちは普通の学校に通わせている。
フランス語を話し、親仏であると自認している。新ダーラム主教の紹介では趣味は「フランスの物ほぼすべて、セーリング（良き帆走者）」であるとしている。  